# Amélie Cocheteux
Amélie Cocheteux (* 27. März 1978 in Amiens) ist eine ehemalige französische Tennisspielerin.

## Karriere
1995 gewann Coucheteux den Juniorinnentitel der French Open. In ihrer Karriere konnte sie vier Einzeltitel auf ITF-Turnieren erringen. 1999 erreichte sie im Doppel das Finale des WTA-Turniers in Warschau. Im Jahr darauf gelang ihr an der Seite von Nathalie Dechy der Einzug ins Viertelfinale bei den French Open und in Wimbledon.
2001, im Alter von gerade mal 23 Jahren, zog sich Amélie Cocheteux aus dem Profitennis zurück.

## Turniersiege

### Einzel
| Nr. | Datum            | Turnier        | Kategorie   | Belag     | Finalgegnerin    | Ergebnis      |
| --- | ---------------- | -------------- | ----------- | --------- | ---------------- | ------------- |
| 1   | 14. Mai 1995     | Le Touquet     | ITF $10.000 | Sand      | Patty van Acker  | 6:2, 6:1      |
| 2   | 22. Juni 1997    | Marseille      | ITF $50.000 | Sand      | Mirjana Lučić    | 4:6, 7:5, 6:4 |
| 3   | 7. Juni 1998     | London         | ITF $25.000 | Rasen     | Seda Noorlander  | 6:2, 6:4      |
| 4   | 25. Oktober 1998 | Joué-lès-Tours | ITF $25.000 | Hartplatz | Stéphanie Foretz | 6:1, 6:1      |

## Abschneiden bei Grand-Slam-Turnieren

### Einzel
| Turnier         | 1995 | 1996 | 1997 | 1998 | 1999 | 2000 | Karriere |
| --------------- | ---- | ---- | ---- | ---- | ---- | ---- | -------- |
| Australian Open | —    | —    | —    | 1    | 1    | 2    | 2        |
| French Open     | 1    | 1    | 2    | 1    | 1    | 1    | 2        |
| Wimbledon       | —    | 1    | —    | 1    | 2    | 1    | 2        |
| US Open         | —    | —    | —    | 2    | 3    | 1    | 3        |

Zeichenerklärung: S = Turniersieg; F, HF, VF, AF = Einzug ins Finale / Halbfinale / Viertelfinale / Achtelfinale; 1, 2, 3 = Ausscheiden in der 1. / 2. / 3. Hauptrunde; Q1, Q2, Q3 = Ausscheiden in der 1. / 2. / 3. Runde der Qualifikation; n. a. = nicht ausgetragen

### Doppel
| Turnier         | 1995 | 1996 | 1997 | 1998 | 1999 | 2000 | 2001 | Karriere |
| --------------- | ---- | ---- | ---- | ---- | ---- | ---- | ---- | -------- |
| Australian Open | —    | —    | —    | —    | —    | 1    | —    | 1        |
| French Open     | 1    | —    | —    | 2    | 1    | VF   | 1    | VF       |
| Wimbledon       | —    | —    | —    | —    | 2    | VF   | —    | VF       |
| US Open         | —    | —    | —    | —    | 1    | —    | —    | 1        |

### Mixed
| Turnier         | 1996 | 1997 | 1998 | 1999 | 2000 | 2001 | Karriere |
| --------------- | ---- | ---- | ---- | ---- | ---- | ---- | -------- |
| Australian Open | —    | —    | —    | —    | —    | —    | —        |
| French Open     | 1    | —    | —    | —    | —    | 1    | 1        |
| Wimbledon       | —    | —    | —    | —    | —    | —    | —        |
| US Open         | —    | —    | —    | —    | —    | —    | —        |